# Malin Bonthron
Malin Margareta Bonthron, född 22 mars 1967, är en svensk jurist. Hon är sedan 2016 justitieråd i Högsta domstolen.
Malin Bonthron avlade juristexamen vid Uppsala universitet 1991. Hon var biträdande jurist på Danowsky & Partners Advokatbyrå 1994–1996 och utnämndes till assessor i Svea hovrätt 1999. Bonthron arbetade därefter i Justitiedepartementet som rättssakkunnig 1999–2001, kansliråd 2001–2003, ämnesråd 2003–2010 och departementsråd 2010–2012. Hon var rättschef i Justitiedepartementet 2012–2017. Malin Bonthron var sakkunnig i 1999 års patentprocessutredning och expert i Offentlighets- och sekretesskommittén. Hon utnämndes den 15 september 2016 av regeringen till justitieråd i Högsta domstolen, ett ämbete hon tillträdde den 4 september 2017.
Hon är barnbarnsbarnbarn till skolpionjären och kvinnorättskämpen Anna Whitlock.